# Љум Жавели
Љум Жавели (алб. Lum Zhaveli; Приштина, 5. март 1990) косовски је пливач чија специјалност је пливање слободним, делфин и прсним стилом у спринтерским тркама.
У пролеће 2017. дипломирао је Информатику на Универзитету у Шефилду у Енглеској.

## Каријера
На међународној сцени Жавели је дебитовао на светском првенству у руском Казању 2015. где се такмичио у две дисциплине. У трци на 50 метара слободно заузео је 74. место са временом 24,91 секунду, и није се пласирао у полуфинале, баш као ни у трци на 50 прсно где је био 59. са временом од 30,95 секунди.
Годину дана касније након међународног дебија Жавели учествује и на европском првенству у великим базенима у Лондону где се такмичи у три дисциплине, а најбољи резултат остварује у трци на 50 метара прсно у којој са временом 30,85 секунди заузима 49. место.
На ЛОИ 2016. у Рију био је један од осам чланова косметског олимпијског тима, такмичио се у трци на 50 метара слободним стилом и са временом 24,53 секунде заузео је тек 57. место у конкуренцији 85 пливача.
Други наступ на светским првенствима „уписао” је у Будимпешти 2017. где је наступио у своје две примарне дисциплине. На 50 метара слободно био је тек 95. са временом од 24,92 секунде, док је на 50 метара делфин са временом 27,47 секунди заузео 70. место. Ни у једној од две трке није успео да се квалификује за полуфинала.